# IZH-43
La IZh-43 ( ИЖ-43 ) es una escopeta de dos cañones soviética y rusa.

## Historia
El IZh-43 fue desarrollado a inicios de la década de 1980 y presentado oficialmente en octubre de 1985 durante una exposición de armas de caza en Irkutsk.  En 1986 comenzó su producción en serie.Ese mismo año, la escopeta IZh-43M recibió la medalla de oro de la Feria de Muestras de Leipzig.
Entre julio de 1987 y febrero de 1990, el modelo estándar del IZh-43 tenía un precio de 175 rublos, mientras que las versiones personalizadas, que incluían grabados y piezas de nogal en la culata y el guardamanos, alcanzaban un precio de 385 rublos.  
A partir de 1988, la Planta Mecánica de Izhevsk comenzó la producción masiva de los modelos IZh-43 e IZh-43E.
En enero de 2004, se firmó un contrato entre la empresa Remington Arms y la planta mecánica de Izhevsk. Remington compró armas de fuego rusas y las vendió en Estados Unidos (el IZh-43 se vendió como la Remington Spartan 220 y el IZh-43-1S se vendió como la Remington Spartan 210). 
En septiembre de 2008, todas las armas de fuego de la Planta Mecánica de Izhevsk cambiaron de nombre y la IZh-43 recibió el nombre de MP-43 (Planta Mecánica-43) 

## Diseño
La IZh-43 es una escopeta de ánima lisa de dos cañones. Los cañones tienen estranguladores en la boca.   
Tiene culata y guardamanos de nogal, abedul o haya,  aunque existen variantes personalizadas en el mercado de accesorios. Tiene orificios cromados fabricados en acero AR50.

## Variantes
- IZh-43 ( ИЖ-43 )[3] - primer modelo, es una escopeta sin martillo, cuyo diseño se basa en el modelo IZh-58MA
- IZh-43E ( ИЖ-43Е )[3] - segundo modelo, es una versión del IZh-43 estándar con eyector
- IZh-43M ( ИЖ-43М )[3] - tercer modelo
- IZh-43EM ( ИЖ-43ЕМ )[3]
- IZh-43-1S ( ИЖ-43-1С )[5]
- IZh-43E1SM ( ИЖ-43Е1СМ ) [1]
- IZh-43KN ( ИЖ-43КН ) [1]

## Usuarios
- Unión Soviética
- Bielorrusia- permitida como arma de caza civil.[6]
- Kazajistán - permitida como arma de caza civil.[7]
- Moldavia - permitida como arma de caza civil.[8]
- Rusia - permitida como arma de caza civil.[9]